# Smack Down Productions
Smack Down Productions est un studio français de développement de jeu vidéo basé près de Lyon et fondé en 2005.
Employant une trentaine de personnes, le studio commence par développer des jeux à petits budgets sur Nintendo DS et Wii, de type "casual". Aujourd'hui le studio affiche ses ambitions de développer sur Kinect pour la Xbox 360, sur le Move pour la PS3, et sur 3DS.
Le studio annonce également le premier jeu 3DS développé en France, un Action-RPG, et cherche actuellement un éditeur.

## Jeux développés
- Astérix aux Jeux olympiques (DS) fin 2007
- Red Bull BC One (DS)  mi-2008
- Koh-Lanta (Wii, DS) juin-novembre 2008
- Didg Session (Iphone) avril 2009
- Secret Flirts (DS) juin 2009
- My Animal centre (DS) juillet 2009
- Total dérapage (Wii) 6 novembre 2009
- I'm a Celebrity (Wii, DS) novembre 2009
- Koh-Lanta : Survie dans la jungle (DS) 13 novembre 2009
- My Baby Web (Web) mai 2010
- Sherlock Holmes : Le Secret de la reine (DS) juin 2010
- Vampire Legends (DS) juin 2010